# Fotolog
Fotolog war ein Soziales Netzwerk für Fotografie. Mit mehr als 32 Millionen registrierten Anwendern gehörte es zu den ältesten und größten Internetportalen, auf denen man Fotografien hochladen und teilen konnte.

## Geschichte
2002 gegründet, generierte Fotolog über vier Milliarden monatliche Seitenaufrufe und hatte weltweit 16,6 Millionen einzelne Besucher im Monat; in Europa waren es 4,9 Millionen. Während der Hochphase seiner Laufzeit erlangte Fotolog einen Platz auf der Liste der „Top 20 Sites“ im globalen Alexa-Site-Ranking. Aufgrund des rapiden Erfolgs hatte Fotolog lange Zeit technische Probleme mit der Erreichbarkeit und beschränkte die täglichen Neuregistrierungen auf zunächst tausend Anwender pro Land. Nach technischen Neuerungen erreichte Fotolog 2005 weltweit rund 750 Millionen Seitenzugriffe.
2006 veröffentlichte der britische Verlag Thames & Hudson ein Buch mit Fotografien aus dem Bestand von Fotolog, das den Titel fotolog.book: A Global Snapshot for the Digital Age. trägt. Das Buch ist mit Textbeiträgen von Andrew Long und Nick Currie versehen und in thematisch geordnete Kapitel unterteilt. Zusätzlich wurden einige besonders beliebte Fotografen und deren Bilder näher vorgestellt.
Das schnelle Wachstum von Fotolog war vor allem in Südamerika zu sehen. Am 19. Februar 2007 kamen die meisten Mitglieder aus Chile (955.000), Argentinien (fast 580.000) und Brasilien (etwas weniger). Fotologs Erfolg führte dazu, dass viele Mitbewerber dem Modell folgten. Im spanischen Sprachraum ist das Wort „fotolog“ bereits zum generellen Begriff in den allgemeinen Sprachgebrauch eingegangen, wenn es darum geht, eine Fotoblog-Seite zu beschreiben. In Argentinien entstand mit den sogenannten Floggern eine eigenständige Jugendkultur rund um den Dienst. Über einen langen Zeitraum war Brasilien das Land mit den meisten Nutzern, aber mittlerweile verlor die Seite viele Fans an Orkut. Die deutsche Community lag 2008 auf Platz 10 hinter Argentinien, Spanien, Chile, Mexiko, Brasilien, Italien, Uruguay, den USA und Portugal. Hinter Deutschland lagen u. a. Polen, Frankreich, Großbritannien, Schweden und Japan.
Fotolog erlangte 2007 einen Rekordstand von 10 Millionen aktiven Nutzern. Um den Erfolg gebührend zu feiern, wurden unter den Anwendern „Gold-Camera-Mitgliedschaften“ für einen Zeitraum von je zehn Jahren verlost. Im selben Jahr kaufte der französische Onlinevermarkter Hi-Media das Internetportal. 2008 gab Fotolog eine Partnerschaft mit StumbleUpon bekannt. Mitglieder konnten ihre Bilder an das Partnerprojekt senden, indem sie auf ihrer persönlichen Seite das entsprechende Icon anklickten.
2016 war Fotolog für mehrere Wochen nicht erreichbar. Als das Internetportal wieder online ging, wurden die Mitglieder über eine Schließung des Dienstes informiert. 2018 wurde der Inhalt von Fotolog komplett ausgetauscht. Gleichwohl die Accounts der Mitglieder bestehen blieben, wurde das Logo und der Themenschwerpunkt ohne nähere Erklärung ausgetauscht. Seitdem gab es weder Aktualisierungen noch offizielle Erklärungen seitens der Verantwortlichen über diese Maßnahme. Fotolog gilt seitdem als inaktiv.

## Funktionen

### Kostenloses Benutzerkonto
Fotolog bot sowohl kostenlose als auch gebührenpflichtige Benutzerkonten an. Die Gratisvariante wurde werbefinanziert und erlaubte es, ein Bild pro Tag hochzuladen sowie maximal zwanzig Kommentare im Gästebuch zu erhalten. Kostenlose Mitglieder konnten ihr Profil farblich individuell gestalten und andere Mitglieder zu ihrer Freundesliste hinzufügen.

### Gold-Camera-Mitgliedschaft
Zahlende Mitglieder („Gold-Camera-Mitglieder“ genannt) konnten täglich bis zu sechs Fotos hochladen und maximal 200 Kommentare pro Bild erhalten. Außerdem erhielten sie einen bevorzugten Kundendienst und in Gästebüchern ein sogenanntes „letztes Wort“ abgeben. Andere Zusatzgimmicks waren u. a. individuell gestaltbare Header auf dem eigenen Profil und ein Icon des zuletzt hochgeladenen Fotos neben eigenen Gästebucheinträgen auf anderen Profilen.